# 國立東華大學花師教育學院
國立東華大學花師教育學院（英語：Hua-Shih College of Education, National Dong Hwa University），簡稱花師、東華教院，成立於2005年，為國立東華大學八大學院之一，前身為1947年臺灣省立花蓮師範學校，創立七十年來為臺灣貢獻無數師資人才，涵蓋政大附中創校校長、建國中學校長、臺中一中校長，以及現任臺北市教育局局長、新北市教育局局長。
為紀念花師六十年之貢獻，特以「花師」冠名於學院上，並轉型為更廣義的教育研究學院，為全國第一座涵蓋全學制的教育學院，學術領域涵蓋高等教育、中等教育、小學教育、幼兒教育、特殊教育、運動教育、多元文化教育、科學教育、教育行政等，擁有國際碩士班、國際博士班，頒授學士、碩士、博士學位，旗下擁有東華附小、東華附幼、東華實幼等附設教學場域。

## 院史

### 前身

#### 國立東華大學
國立東華大學教育研究所

創辦於1996年，隸屬於國立東華大學人文社會科學學院，由國立臺灣師範大學教育學教授崔光宙擔任創所所長，以教育史與哲學（崔光宙教授）、心理與輔導（唐淑華教授）、教育政策與行政（張志明教授）、媒體與科技（高台茜教授）、以及課程與教學（顧瑜君教授）五大學術主軸。2000年，開辦學校行政碩士在職專班。

### 國立東華大學花師教育學院

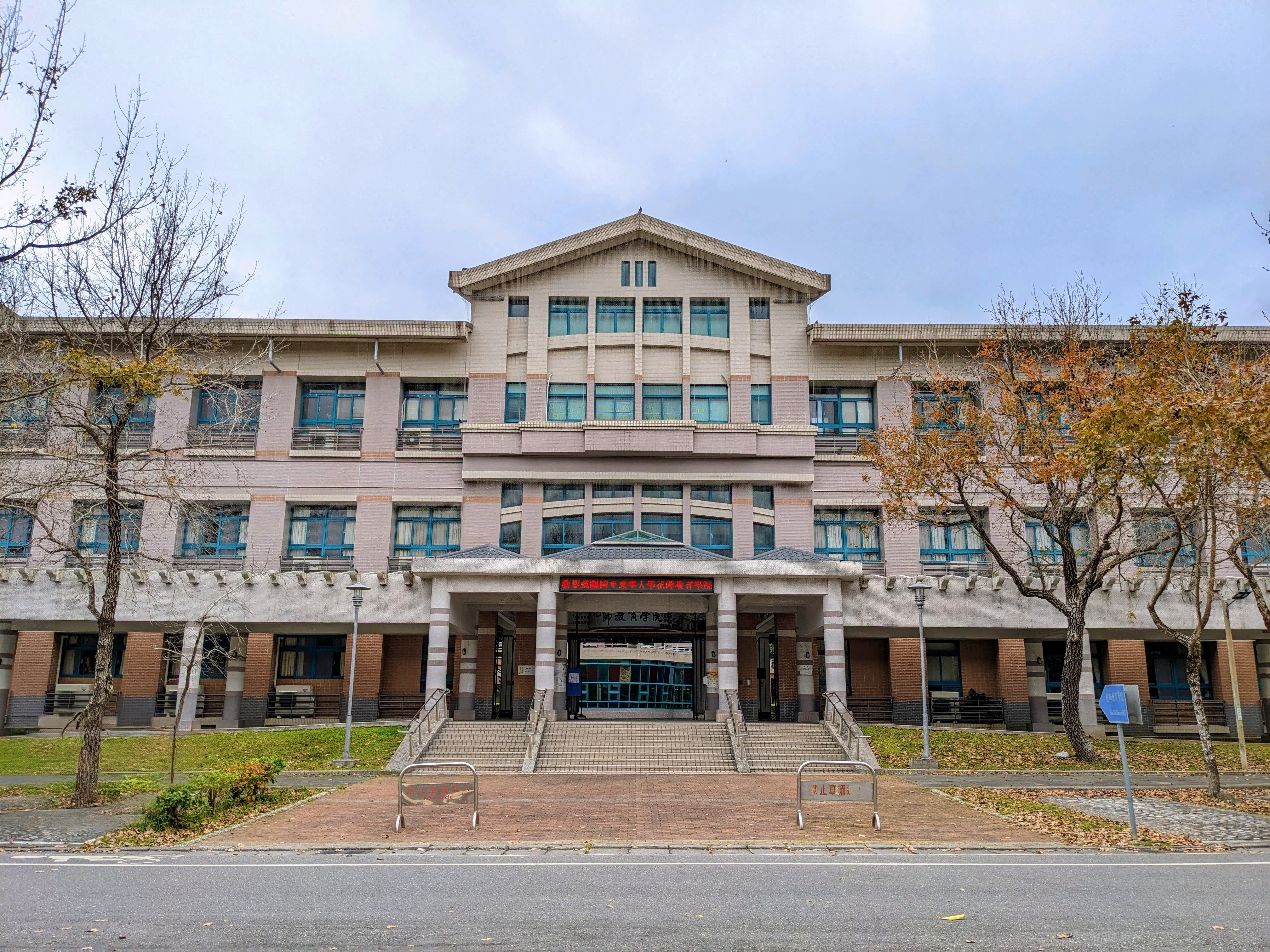
國立東華大學花師教育學院院館

2008年，國立東華大學與國立花蓮教育大學正式合校，新大學隨即成立「教育學院」，在花師各界校友爭取下，新教育學院決定保留花師象徵，其候選名稱有花蓮師範學院、花蓮教育學院、花師教育學院、教育學院共四項，最終正式採用「花師教育學院」做為新院名，並繼承花師校史（1947年）做為花師教育學院創院院史。
2016年，課程設計與潛能開發學系（課程系）更名為「教育與潛能開發學系」（教育學系）。2024年，教育學系旗下多元文化教育碩士班、博士班，改隸花師教育學院，以提供全院多元文化教育領域資源整合。

## 旗下學術單位

### 教育與潛能開發學系（DEHPD）
簡稱東華教育學系，創立於1987年，前身為國立花蓮師範學院初等教育學系，由前國立東華大學教育研究所及國立花蓮教育大學課程與教學研究所、國民教育研究所、多元文化教育研究所、科學教育研究所整合而成，成為今日師資陣容。為全臺灣第一座橫跨小學教育、中等教育、在職碩士班、國際碩士班、國際博士班的教育學系，擁有三座研究所，分別為教育研究所、多元文化教育研究所、科學教育研究所，頒授學士、碩士、博士學位

#### 學士班（BEd）
國立東華大學首創引入歐美大學之「課程學程化制度」提供學士班更彈性的副修或雙主修空間。
教育與潛能開發學系學士班主修學程(major)，需完成下列四個學程：
(1) 教育學院基礎學程（Foundation Program of Education）
(2) 教育與潛能開發學系核心學程（Core Program of Education and Human Potentials Development）
(3) 專業選修學程（下列二選一）：
▎教育專業進階學程（Program of Advanced Professional Program in Education）
▎潛能開發學程（Program of Human Potentials Development Program）
學士班學生滿足校核心課程、學程相關規定及128學分，符合畢業要求，即授予教育學學士學位（Bachelor of Education, B.Ed.）。

#### 碩士班（MEd、MS）
擁有三個碩士班、一個在職專班，頒授教育學碩士（Master of Education, M.Ed.）、理學碩士（Master of Science, M.S.）。
- 教育碩士班
- 科學教育碩士班
- 教育碩士在職專班
- 教育國際碩士班（全英授課）

#### 博士班（PhD）
擁有三個博士班，是全國四座頒授科學教育博士學位（PhD in Science Education）高等學府之一。
- 教育博士班
  - 課程與教學組[14]
  - 教育政策與行政組[15]
  - 特殊教育組[16]
  - 運動教育組[17]
- 科學教育博士班
- 教育國際博士班（全英授課）

### 幼兒教育學系（ECE）
簡稱東華幼教系，前身為1984年省立花蓮師範專科學校二年制幼稚教育師資科，為東臺灣規模最大幼教系所，在宜蘭擁有一所學士後教保員專班，頒授學士、碩士
- 學士班專業選修學程（下列二選一）：

▎幼兒教保基礎學程（Program of Preschool Educare Basis）
▎幼兒師資培育學程（Program of Preschool Teacher Education）
- 學士後教保員專班（宜蘭）
- 幼兒教育碩士班
- 幼兒教育碩士在職專班

### 特殊教育學系（SPE）
簡稱東華特教系，前身為1987年省立花蓮師範學院初等教育學系特教組，頒授學士、碩士、博士學位
- 學士班專業選修學程（下列二選一）：

▎身心障礙教育學程（Program of Individuals with Special Needs）
▎資賦優異教育學程（Program of Gifted Education）
- 身心障礙與輔助科技碩士班
- 教育博士班（主修特殊教育）

### 體育與運動科學系（PEK）
簡稱東華體育系，為全臺灣首座體育運動科學系所，前身為1987年省立花蓮師範學院初等教育學系體育組，並加入部分前國立東華大學運動與休閒學系師資，為東臺灣唯一擁有國家認證，能夠培育「運動防護員」之體育系，頒授學士、碩士、
- 學士班專業選修學程（下列二選一）：

▎運動科學學程（Program of Sport Science）
▎運動教育學程（Program of Physical Education）
- 體育與運動科學碩士班專業學程：運動人文社會科學、運動自然科學[22]
- 體育與運動科學碩士在職專班

### 教育行政與管理學系（EAM）
簡稱東華教行系，前身為1987年省立花蓮師範學院初等教育學系行政組，頒授學士、碩士
- 學士班專業選修學程：

▎行政文教專業學程（Program of Administration, Culture and Education）
- 教育行政碩士在職專班

### 花師教育學院多元文化教育研究所（MCE）
簡稱東華多元所，創立於1996年，前身為國立花蓮師範學院多元教育研究所，為全臺灣第一座多元文化教育學術機構，2003年成立博士班。2008年合校後，曾隸屬於教育系，2024年獨立為院級碩博士班，隸屬於花師教育學院，頒授碩士、博士學位。

## 學位課程
國立東華大學花師教育學院頒授以下學位：

### 學士課程
- 教育學學士（教育與潛能開發） BEd in Education and Human Potential Development (EHPD)
- 教育學學士（教育行政與管理） BEd in Educational Administration and Management (EAM)
- 教育學學士（幼兒教育） BEd in Early Childhood Education (ECE)
- 教育學學士（特殊教育） BEd in Special Education (SPE)
- 教育學學士（體育與運動科學） BEd in Physical Education and Kinesiology (PEK)

### 碩士課程
- 教育學碩士（教育學） MEd in Education（EDU）
- 教育學碩士（多元文化教育） MEd in Multicultural Education（MCE）
- 理學碩士（科學教育） MSc in Science Education（SE）
- 教育學碩士（幼兒教育） MEd in Early Childhood Education（ECE）
- 教育學碩士（特殊教育） MEd in Special Education（SPE）
- 教育學碩士（教育行政與管理） MEd in Educational Administration and Management（EAM）
- 教育學碩士（體育與運動科學） MEd in Physical Education and Kinesiology（PEK）

### 博士課程
- 教育學博士（課程與教學） PhD in Curriculum and Instruction（CAI）
- 教育學博士（多元文化教育） PhD in Multicultural Education（MCE）
- 理學博士（科學教育） PhD in Science Education（SE）
- 教育學博士（特殊教育） PhD in Special Education（SPE）
- 教育學博士（運動教育） PhD in Sport Pedagogy（SP）
- 教育學博士（教育政策與行政） PhD in Educational Policy and Administration（EPA）

## 學術期刊與研究中心

### 學術期刊
- 《教育與多元文化研究》：國立東華大學花師教育學院出版 ISSN 2078-0222 EBSCO期刊、TSSCI核心期刊、社會科學期刊評比第三級
- 《東臺灣特殊教育學報》：國立東華大學特殊教育學系及特殊教育中心、國立臺東大學特殊教育學系及特殊教育中心出版 ISSN 2220-6612 TSSCI核心期刊、社會科學期刊評比第三級

上表期刊評比據科技部公布「臺灣人文及社會科學期刊評比暨核心期刊收錄」最新名單。

### 學術研討會
- 《華山論見教育研討會》（The Huashan Conference on Education）

### 學院研究中心
- 教育神經科學實驗中心（Center for Educational Neuroscience）
- 偏鄉閱讀與行動中心（Rural Reading and Action Center）
- 多元文化教育中心（Center for Multicultural Education）
- 原住民族教育中心（Indigenous Education Center）
- 特殊教育中心（Center for Special Education）
- 科學教育中心（Science Education Center）
- 數位學伴中心（Digital Tutors Center）
- 教育發展與研究中心（Center for Education Development and Research）

## 人物

### 校友

國立東華大學花師教育學院著名校友，包含:
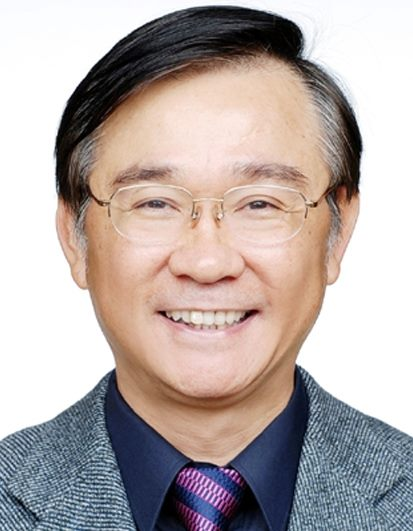
湯志民（AA） 臺北市教育局局長，前政大附中創校校長、政大教育學院院長
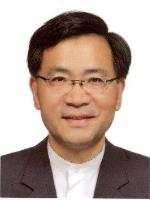
蔡炳坤（AA） 前臺北市副市長、建國中學校長、臺中一中校長
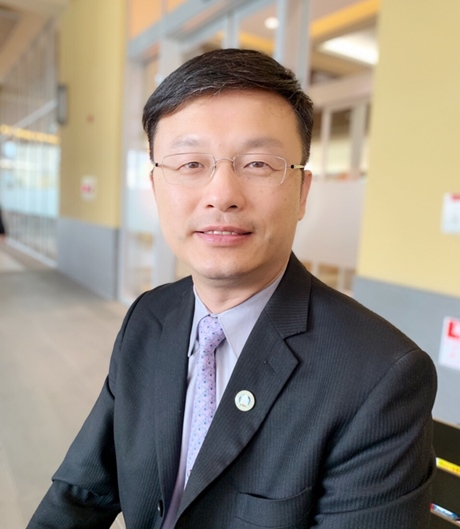
張明文（MEd） 新北市教育局局長，前桃園市教育局局長、教育部中等教育司司長
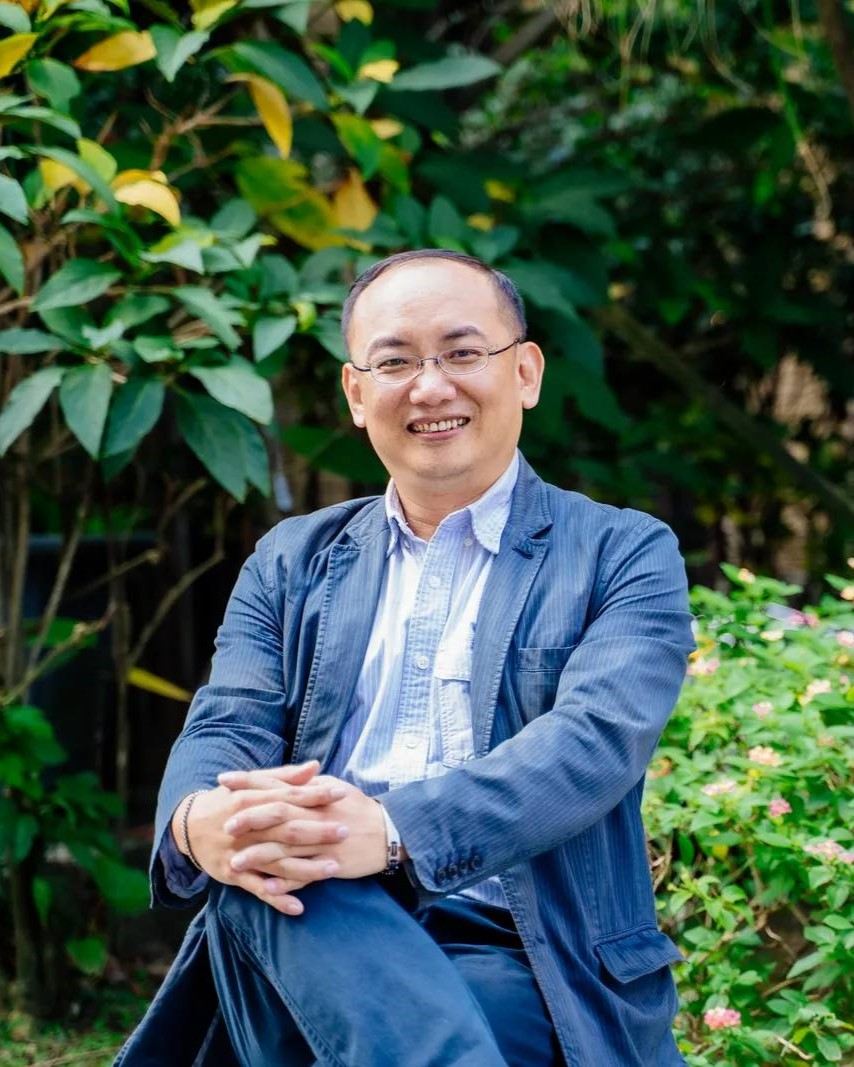
吳穎沺（BEd） 中華民國教育部資訊及科技教育司司長
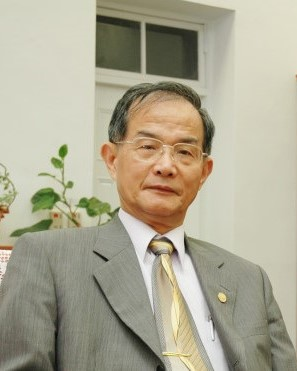
吳武雄（AA） 建國中學第13、14任校長
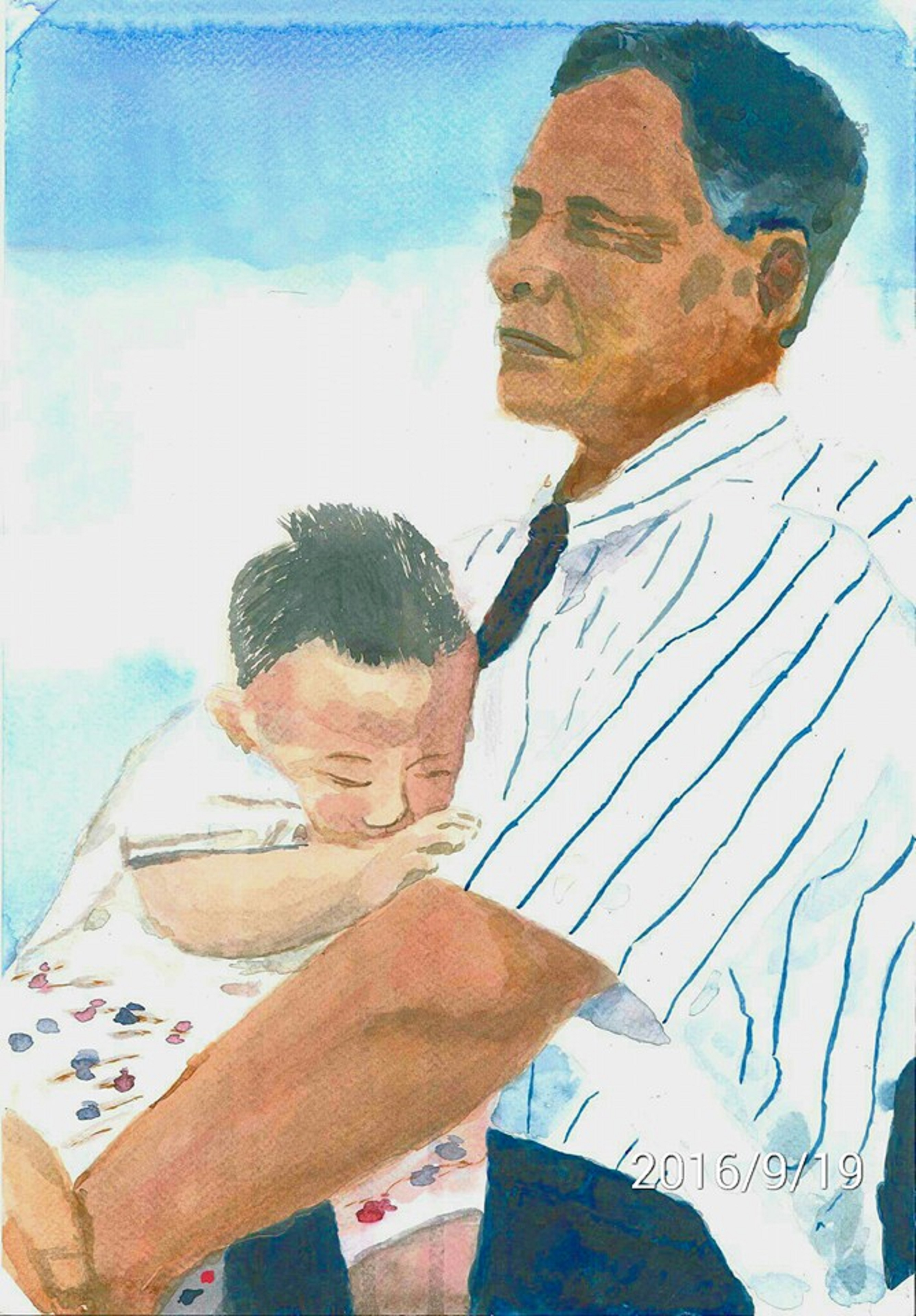
帝瓦伊·撒耘（AA） 臺灣第一位原住民校長
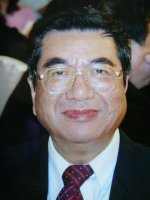
吳武典（AA） 華人特殊教育大師
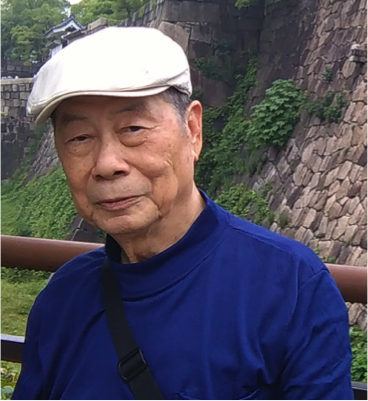
林道生（AA） 臺灣原住民族音樂大師
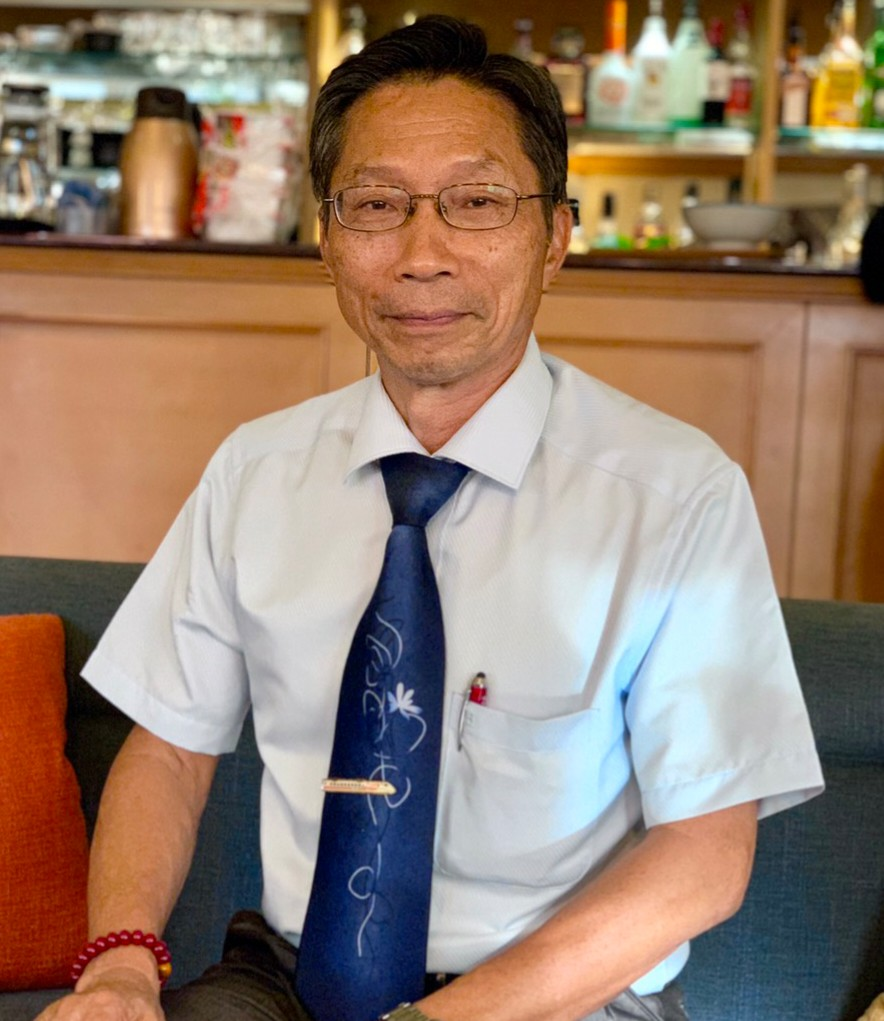
潘扶德（PhD） 中華民國教育部教育奉獻獎得主
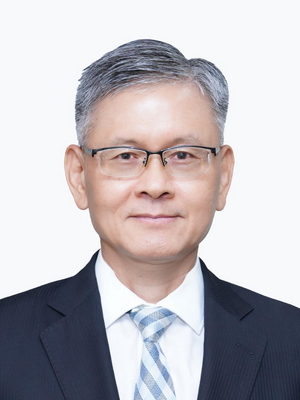
李光章（AA） 中華民國駐美外交官
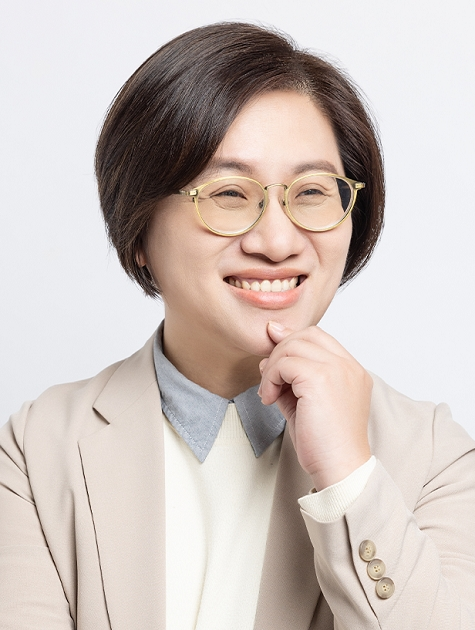
陳培瑜（MEd） 第十一屆中華民國立法委員

## 相關連結
- 花師教育學院
- 教育與潛能開發學系
- 教育行政與管理學系
- 特殊教育學系
- 幼兒教育學系
- 體育與運動科學系